# Euganische Heuvels
De Euganische Heuvels (Italiaans: Colli Euganei) is een heuvelgroep van vulkanische oorsprong ten zuidwesten van de Italiaanse stad Padua.
De heuvels variëren in hoogte van 300 tot 600 meter en rijzen abrupt op vanuit de vlakte van Veneto. In 1989 werd het een regionaal park. Het park omvat 81 heuvels in 15 gemeentes.

## Geschiedenis
De oudste bewoningssporen dateren uit het Paleolithicum. Nabij Arquà Petrarca zijn resten gevonden van een dorpje uit 2000 v.Chr. Het heuvelgebied zou zijn naam danken aan de Euganei, een volk dat later door de Veneti werd verdreven. Rond 200 v.Chr. werd het gebied door de Romeinen geannexeerd. Door het gebied werd de Via Annia aangelegd.
In de middeleeuwen was het gebied het strijdtoneel tussen diverse families, zoals de Veronese Della Scala en de familie Da Carrara uit Padua. In de 15e eeuw werd het gebied onderdeel van de Republiek Venetië.
In de 19e eeuw kwam de regio bij het nieuwe koninkrijk Italië. Er werd tevens gestart met grootschalige mijnbouw. In de jaren 70 van de 20e eeuw werden deze steengroeves gesloten, en in 1989 werd het heuvelgebied een regionaal park.

## Gemeentes in de Euganische Heuvels
| - Abano Terme - Arquà Petrarca - Baone - Battaglia Terme - Cervarese Santa Croce | - Cinto Euganeo - Este - Galzignano Terme - Lozzo Atestino - Monselice | - Montegrotto Terme - Rovolon - Teolo - Torreglia - Vo |